# China op de Olympische Zomerspelen 2000
China nam deel aan de Olympische Zomerspelen 2000 in Sydney, Australië.

## Medailleoverzicht
| Sport          | Olympiër                                                          | Onderdeel                | Medaille |
| -------------- | ----------------------------------------------------------------- | ------------------------ | -------- |
| Atletiek       | Wang Liping                                                       | 20km snelwandelen (v)    | Goud     |
| Badminton      | Ji Xinpeng                                                        | enkelspel (m)            | Goud     |
| Badminton      | Gong Zhichao                                                      | enkelspel (v)            | Goud     |
| Badminton      | Ge Fei Gu Jun                                                     | dubbelspel (v)           | Goud     |
| Badminton      | Gao Ling Zhang Jun                                                | dubbelspel (g)           | Goud     |
| Gewichtheffen  | Zhan Xugang                                                       | -77kg (m)                | Goud     |
| Gewichtheffen  | Yang Xia                                                          | -53kg (m)                | Goud     |
| Gewichtheffen  | Chen Xiaomin                                                      | -63kg (m)                | Goud     |
| Gewichtheffen  | Lin Weining                                                       | -69kg (m)                | Goud     |
| Gewichtheffen  | Ding Meiyuan                                                      | +75kg (m)                | Goud     |
| Gymnastiek     | Li Xiaopeng                                                       | rekstok (m)              | Goud     |
| Gymnastiek     | Huang Xu Li Xiaopeng Xiao Junfeng Xing Aowei Yang Wei Zheng Lihui | meerkamp team (m)        | Goud     |
| Gymnastiek     | Liu Xuan                                                          | balk (v)                 | Goud     |
| Judo           | Tang Lin                                                          | -78kg (v)                | Goud     |
| Judo           | Yuan Hua                                                          | +78kg (v)                | Goud     |
| Schietsport    | Cai Yalin                                                         | 10m luchtgeweer (m)      | Goud     |
| Schietsport    | Yang Ling                                                         | 10m bewegend doel (m)    | Goud     |
| Schietsport    | Tao Luna                                                          | 10m luchtgeweer (v)      | Goud     |
| Schoonspringen | Xiong Ni                                                          | 3m plank (m)             | Goud     |
| Schoonspringen | Tian Liang                                                        | 10m toren (m)            | Goud     |
| Schoonspringen | Xiao Hailiang Xiong Ni                                            | 3m plank synchroon (m)   | Goud     |
| Schoonspringen | Fu Mingxia                                                        | 3m plank (v)             | Goud     |
| Schoonspringen | Li Na Sang Xue                                                    | 10m toren synchroon (m)  | Goud     |
| Taekwondo      | Chen Zhong                                                        | +67kg (v)                | Goud     |
| Tafeltennis    | Kong Linghui                                                      | enkelspel (m)            | Goud     |
| Tafeltennis    | Wang Liqin Yan Sen                                                | dubbelspel (m)           | Goud     |
| Tafeltennis    | Wang Nan                                                          | enkelspel (v)            | Goud     |
| Tafeltennis    | Li Ju Wang Nan                                                    | dubbelspel (m)           | Goud     |
| Badminton      | Huang Nanyan Yang Wei                                             | dubbelspel (m)           | Zilver   |
| Gewichtheffen  | Wu Wenxiong                                                       | -56kg (m)                | Zilver   |
| Gymnastiek     | Yang Wei                                                          | individuele meerkamp (m) | Zilver   |
| Gymnastiek     | Ling Jie                                                          | brug (v)                 | Zilver   |
| Judo           | Li Shufang                                                        | -63kg (v)                | Zilver   |
| Schermen       | Dong Zhaozhi Wang Haibin Ye Chong                                 | floret team (m)          | Zilver   |
| Schietsport    | Wang Yifu                                                         | 10m luchtpistool (m)     | Zilver   |
| Schietsport    | Tao Luna                                                          | 25m pistool (v)          | Zilver   |
| Schoonspringen | Hu Jia                                                            | 10m toren (m)            | Zilver   |
| Schoonspringen | Hu Jia Tian Liang                                                 | 10m toren synchroon (m)  | Zilver   |
| Schoonspringen | Guo Jingjing                                                      | 3m plank (v)             | Zilver   |
| Schoonspringen | Li Na                                                             | 10m toren (v)            | Zilver   |
| Schoonspringen | Fu Mingxia Guo Jingjing                                           | 3m plank synchroon (m)   | Zilver   |
| Tafeltennis    | Kong Linghui Liu Guoliang                                         | dubbelspel (m)           | Zilver   |
| Tafeltennis    | Li Ju                                                             | enkelspel (v)            | Zilver   |
| Tafeltennis    | Sun Jin Yang Ying                                                 | dubbelspel (v)           | Zilver   |
| Badminton      | Xia Xuanze                                                        | enkelspel (m)            | Brons    |
| Badminton      | Ye Zhaoying                                                       | enkelspel (v)            | Brons    |
| Badminton      | Gao Ling Qin Yiyuan                                               | dubbelspel (v)           | Brons    |
| Gewichtheffen  | Zhang Xiangxiang                                                  | -56kg (m)                | Brons    |
| Gymnastiek     | Liu Xuan                                                          | individuele meerkamp (v) | Brons    |
| Gymnastiek     | Yang Yun                                                          | brug (v)                 | Brons    |
| Judo           | Liu Yuxiang                                                       | -52kg (v)                | Brons    |
| Schermen       | Li Na Liang Qin Yang Shaoqi                                       | degen team vrouwen (m)   | Brons    |
| Schietsport    | Niu Zhiyuan                                                       | 10m bewegend doel (m)    | Brons    |
| Schietsport    | Gao Jing                                                          | 10m luchtgeweer (v)      | Brons    |
| Schietsport    | Gao E                                                             | trap (v)                 | Brons    |
| Tafeltennis    | Liu Guoliang                                                      | enkelspel (m)            | Brons    |
| Wielersport    | Jiang Cuihua                                                      | Tijdrit (m)              | Brons    |
| Worstelen      | Sheng Zetian                                                      | -58kg Grieks-Romeins (m) | Brons    |

## Deelnemers en resultaten

### Atletiek
| Olympiër                                       | Onderdeel                | Resultaat | Prestatie                                                                |
| ---------------------------------------------- | ------------------------ | --------- | ------------------------------------------------------------------------ |
| Yu Guohui                                      | 20km snelwandelen (m)    | 13e       | 1:22.32                                                                  |
| Wang Yinhang                                   | 50km snelwandelen (m)    | 13e       | 3:50.19                                                                  |
| Yang Yongjian                                  | 50km snelwandelen (m)    | 10e       | 3:48.42                                                                  |
| Lao Jianfeng                                   | verspringen (m)          | 40e       | kwalificatie groep B: 22ste met 7,41m                                    |
| Liu Hongnin                                    | verspringen (m)          | DNF       | kwalificatie groep A: geen geldige poging                                |
| Lao Jianfeng                                   | hink-stap-springen (m)   | 21e       | kwalificatie groep B: 10de met 16,43m                                    |
| Li Shaojie                                     | discuswerpen (m)         | 13e       | kwalificatie groep A: 8ste met 62,29m                                    |
|                                                |                          |           |                                                                          |
| Li Xuemei                                      | 100m (v)                 | 21e       | serie 8: 2de in 11,25 kwartfinale 4: 5de in 11,46                        |
| Zeng Xiujun                                    | 100m (v)                 | 10e       | serie 10: 5de in 11,63                                                   |
| Liu Xiaomei                                    | 200m (v)                 | 37e       | serie 5: 6de in 23,56                                                    |
| Qin Wangping                                   | 200m (v)                 | 45e       | serie 6: 6de in 24,10                                                    |
| Li Ji                                          | 10000m (v)               | 7e        | serie 1: 6de in 32.28,96 finale: 7de in 31.06,94                         |
| Feng Yun                                       | 100m horden (v)          | 26e       | serie 3: 5de in 13,19                                                    |
| Zeng Xiujun Liu Xiaomei Qin Wangping Li Xuemei | 4x100m (v)               | 8e        | serie 2: 3de in 43,07 halve finale 2: 4de in 43,04 finale: 8ste in 44,87 |
| Ren Xiujuan                                    | marathon (v)             | 15e       | serie 3: 5de in 13,19                                                    |
| Liu Hongyu                                     | 20km snelwandelen (v)    | DSQ       | gediskwalificeerd                                                        |
| Wang Liping                                    | 20km snelwandelen (v)    | Goud      | 1:29.05 (OR)                                                             |
| Guo Chunfang                                   | verspringen (v)          | DNF       | kwalificatie groep B: geen geldige poging                                |
| Yingnan Guan                                   | verspringen (v)          | 18e       | kwalificatie groep A: 10de met 6,48m                                     |
| Ren Ruiping                                    | hink-stap-springen (v)   | 26e       | kwalificatie groep B: 12de met 13,16m                                    |
| Shuying Gao                                    | polsstokhoogspringen (v) | 10e       | kwalificatie groep B: 3de met 4,30m finale: 10de met 4,15m               |
| Cheng Xiaoyan                                  | kogelstoten (v)          | 11e       | kwalificatie groep A: 6de met 18,23m finale: 11de met 17,85m             |
| Yu Xin                                         | kogelstoten (v)          | 24e       | kwalificatie groep B: 12de met 16,18m                                    |
| Li Qiumei                                      | discuswerpen (v)         | 22e       | kwalificatie groep B: 11de met 56,59m finale: 11de met 17,85m            |
| Qi Cao                                         | discuswerpen (v)         | 21e       | kwalificatie groep A: 11de met 58,03m                                    |
| Yu Xin                                         | discuswerpen (v)         | 13e       | kwalificatie groep A: 5de met 61,00m finale: 13de met 58,34m             |
| Li Lei                                         | speerwerpen (v)          | 11e       | kwalificatie groep A: 5de met 60,57m finale: 11de met 56,83m             |
| Wei Jianhua                                    | speerwerpen (v)          | 10e       | kwalificatie groep B: 4de met 60,64m finale: 10de met 58,33m             |
| Li Lei                                         | kogelslingeren (v)       | 20e       | kwalificatie groep B: 10de met 59,54m                                    |

### Badminton
| Olympiër              | Onderdeel      | Resultaat | Prestatie |
| --------------------- | -------------- | --------- | --- |
| Ji Xinpeng            | enkelspel (m)  | Goud      | 1ste ronde: vrij 2de ronde: W van HKG Wei: 7-15, 15-4, 15-11 3de ronde: W van USA Han: 15-3, 15-6 kwartfinale: W van INA Hidayat: 15-12, 15-5 halve finale: W van DEN Gade: 15-9, 1-15, 15-9 finale: W van INA Hendrawan: 15-4, 15-13                                     |
| Sun Jun               | enkelspel (m)  | 5e        | 1ste ronde: vrij 2de ronde: W van DEN Larsen: 15-3, 16-17, 15-10 3de ronde: W van GBR Vaughan: 15-10, 15-8 kwartfinale: V van INA Hendrawan: 13-15, 5-15 |
| Xia Xuanze            | enkelspel (m)  | Brons     | 1ste ronde: vrij 2de ronde: W van JPN Masuda: 15-4, 12-15, 15-8 3de ronde: W van BUL Stojanov: 15-11, 15-2 kwartfinale: W van MAS Hann: 17-15, 15-11 halve finale: V van INA Hendrawan: 12-15, 4-15 bronzen finale: W van DEN Gade: 15-13, 15-5                           |
| Chen Qiqiu Yu Jinhao  | dubbelspel (m) | 17e       | 1ste ronde: V van MAS Cheah/Yap: 15-4, 16-17, 10-15 |
| Zhang Jun Zhang Wei   | dubbelspel (m) | 17e       | 1ste ronde: V van CAN Moody/Olynyk: walk-over |
|                       |                |           | |
| Dai Yun               | enkelspel (v)  | 4e        | 1ste ronde: vrij 2de ronde: W van RUS Karachkova: 11-3, 11-5 3de ronde: W van JPN Yonekura: 11-2, 11-5 kwartfinale: W van KOR Kim: 11-3, 11-4 halve finale: V van DEN Martin: 5-11, 0-11 bronzen finale: V van CHN Ye: 11-8, 2-11, 6-11                                   |
| Gong Zhichao          | enkelspel (v)  | Goud      | 1ste ronde: vrij 2de ronde: W van HKG Ling: 11-4, 11-3 3de ronde: W van INA Djaelawijaya: 11-9, 11-3 kwartfinale: W van JPN Mizui: 11-6, 11-3 halve finale: W van CHN Ye: 11-8, 11-8 finale: W van DEN Martin: 13-10, 11-3                                                |
| Ye Zhaoying           | enkelspel (v)  | Brons     | 1ste ronde: vrij 2de ronde: W van NED Meulendijks: 11-3, 9-11, 11-7 3de ronde: W van DEN Sorensen: 11-4, 11-6 kwartfinale: W van TPE Huang: 11-3, 11-4 halve finale: V van CHN Gong: 8-11, 8-11 bronzen finale: W van CHN Dai: 8-11, 11-2, 11-6                           |
| Ge Fei Gu Jun         | dubbelspel (v) | Goud      | 1ste ronde: vrij 2de ronde: W van KOR Lee/Yim: 15-3, 15-5 kwartfinale: W van INA Tantri/Tuwankotta: 15-3, 15-5 halve finale: W van CHN Gao/Qin: 15-7, 15-12 finale: W van CHN Huang/Yang: 15-5, 15-5                                                                      |
| Gao Ling Qin Yiyuan   | dubbelspel (v) | Brons     | 1ste ronde: W van BUL Boteva/Koleva: 15-1, 15-9 2de ronde: W van JPN Iwata/Matsuda: 15-5, 15-5 kwartfinale: W van GBR Goode/Kellogg: 15-2, 15-7 halve finale: V van CHN Ge/Gu: 7-15, 12-15 bronzen finale: W van KOR Chung/Ra: 15-10, 15-4                                |
| Huang Nanyan Yang Wei | dubbelspel (v) | Zilver    | 1ste ronde: vrij 2de ronde: W van THA Ekmongkolpaisarn/Thungthongkam: 15-1, 15-4 kwartfinale: W van NED Jonathans/van Hooren: 15-10, 15-12 halve finale: W van KOR Chung/Ra: 15-6, 15-11 finale: V van CHN Ge/Gu: 5-15, 5-15                                              |
|                       |                |           | |
| Ge Fei Liu Yong       | dubbelspel (g) | 9e        | 1ste ronde: vrij 2de ronde: V van NED Bruil/van den Heuvel: 15-17, 7-15 |
| Chen Qiqiu Chen Lin   | dubbelspel (g) | 9e        | 1ste ronde: W van AUS Lucas/Suryana: 15-0, 15-3 2de ronde: V van INA Suprinato/Resiana: 10-15, 3-15 |
| Zhang Jun Gao Ling    | dubbelspel (g) | Zilver    | 1ste ronde: W van GER Neumann/Siegemund: 10-15, 15-7, 15-10 2de ronde: W van SWE Bergström/Karlsson: 15-6, 15-7 kwartfinale: W van KOR Kim/Ra: 15-11, 15-1 halve finale: W van DEN Olsen/Søgaard: 10-15, 15-6, 17-16 finale: W van INA Haryanto/Timur: 1-15, 15-13, 15-11 |

### Basketbal
| Olympiër | Onderdeel | Resultaat | Prestatie |
| --- | --------- | --------- | --- |
| Guo Shiqiang Hu Weidong Li Nan Li Qun Li Xiaoyong Liu Yudong Mengke Bateer Sun Jun Wang Zhizhi Yao Ming Zhang Jingsong Zheng Wu | mannen    | 10e       | groep A: 5de V van Verenigde Staten: 72-119 W van Nieuw-Zeeland: 75-60 V van Frankrijk: 70-82 V van Litouwen: 66-82 W van Italië: 85-76 9-10de plek: V van Spanje: 64-84 |

| Groep A |                  |             |             |             |        |        |        |        |
| #       | Land             | Wedstrijden | Wedstrijden | Wedstrijden | Punten | Punten | Punten | Punten |
| #       | Land             | G           | W           | V           | V      | T      | Saldo  | Punten |
| 1       | Verenigde Staten | 5           | 5           | 0           | 505    | 359    | +146   | 10     |
| 2       | Italië           | 5           | 3           | 2           | 332    | 349    | -17    | 8      |
| 3       | Litouwen         | 5           | 3           | 2           | 372    | 339    | +33    | 8      |
| 4       | Frankrijk        | 5           | 2           | 3           | 372    | 374    | -2     | 7      |
| 5       | China            | 5           | 2           | 3           | 368    | 419    | -51    | 7      |
| 6       | Nieuw-Zeeland    | 5           | 0           | 5           | 307    | 416    | -109   | 5      |

| Ronde        | Datum  | Plaats           | Land   | Score         | Land |
| ------------ | ------ | ---------------- | ------ | ------------- | ---- |
| Groepsfase   |        |                  |        |               |      |
| 17 september | Sydney | Verenigde Staten | 119-72 | China         |      |
| 19 september | Sydney | China            | 75-60  | Nieuw-Zeeland |      |
| 21 september | Sydney | Frankrijk        | 82-70  | China         |      |
| 23 september | Sydney | Litouwen         | 82-66  | China         |      |
| 25 september | Sydney | China            | 85-76  | Italië        |      |
| 9-10de plek  |        |                  |        |               |      |
| 26 september | Sydney | Spanje           | 84-64  | China         |      |

### Boksen
| Olympiër        | Onderdeel | Resultaat | Prestatie                                                      |
| --------------- | --------- | --------- | -------------------------------------------------------------- |
| Yang Xiangzhong | -51kg (m) | 17e       | 1ste ronde: V van CUB Mantilla: 3-20                           |
| Mai Kangde      | -54kg (m) | 17e       | 1ste ronde: V van TUR Agaguloglu: 4-17                         |
| Abudoureheman   | -75kg (m) | 17e       | 1ste ronde: V van POL Kakietek: scheidsrechterlijke beslissing |

### Boogschieten
| Olympiër                     | Onderdeel       | Resultaat | Prestatie |
| ---------------------------- | --------------- | --------- | --- |
| Fu Shengjun                  | individueel (m) | 33e       | plaatsingsronde: 16de met 635 punten 1ste ronde: V van POL Mikos: 155-157                                                                                   |
| Tang Hua                     | individueel (m) | 17e       | plaatsingsronde: 38ste met 619 punten 1ste ronde: W van AUS Gray: 163-161 2de ronde: V van SWE Petersson: 147-158                                           |
| Yang Bo                      | individueel (m) | 9e        | plaatsingsronde: 22ste met 632 punten 1ste ronde: W van UKR Kurchenko: 164-155 2de ronde: W van GER Stubbe: 159-152 3de ronde: V van SWE Petersson: 164-167 |
| Luo Hengyu Shen Jun Tang Hua | team (m)        | 9e        | plaatsingsronde: 8ste met 1886 punten 1ste ronde: V van Oekraïne: 235-244                                                                                   |
|                              |                 |           | |
| He Ying                      | individueel (v) | 17e       | plaatsingsronde: 14de met 638 punten 1ste ronde: W van NOR Hess: 160-145 2de ronde: V van GER Pfohl: 157-163                                                |
| Yang Jianping                | individueel (v) | 17e       | plaatsingsronde: 25ste met 633 punten 1ste ronde: W van JPN Asano: 156-154 2de ronde: V van TPE Liu: 157-160                                                |
| Yu Hui                       | individueel (v) | 33e       | plaatsingsronde: 11ste met 643 punten 1ste ronde: V van CUB Pérez: 155-159                                                                                  |
| He Ying Yan Jianping Yu Hui  | team (v)        | 5e        | plaatsingsronde: 6de met 1914 punten 1ste ronde: vrij kwartfinale: V van Duitsland: 234-240                                                                 |

### Gewichtheffen
| Olympiër         | Onderdeel | Resultaat | Prestatie                                                            |
| ---------------- | --------- | --------- | -------------------------------------------------------------------- |
| Wu Wenxiong      | -56kg (m) | Zilver    | trekken: 2de met 125kg stoten: 2de met 1625,kg totaal: 287,5kg       |
| Zhang Xiangxiang | -56kg (m) | Brons     | trekken: 2de met 125kg stoten: 2de met 162,5kg totaal: 287,5kg       |
| Le Maosheng      | -62kg (m) | 4e        | trekken: 4de met 140kg stoten: 1ste met 175kg totaal: 315kg          |
| Wan Jianhui      | -69kg (m) | DNF       | trekken: 5de met 147,5kg stoten: geen geldige poging                 |
| Zhang Guozheng   | -69kg (m) | 4e        | trekken: 4de met 152,5kg stoten: 5de met 185kg totaal: 337,5kg       |
| Zhan Xugang      | -77kg (m) | Goud      | trekken: 6de met 160kg stoten: 1ste met 207,5kg (OR) totaal: 367,5kg |
|                  |           |           |                                                                      |
| Yang Xia         | -53kg (v) | Goud      | trekken: 1ste met 100kg stoten: 1ste met 125kg totaal: 225kg         |
| Chen Xiaomin     | -63kg (v) | Goud      | trekken: 1ste met 112,5kg stoten: 1ste met 130kg totaal: 242,5kg     |
| Lin Weining      | -69kg (v) | Goud      | trekken: 2de met 112,5kg stoten: 1ste met 132,5kg totaal: 242,5kg    |
| Ding Meiyuan     | +75kg (v) | Goud      | trekken: 1ste met 135kg stoten: 1ste met 165kg totaal: 300kg         |

### Gymnastiek
| Olympiër                                                          | Onderdeel                | Resultaat | Prestatie |
| Ritmisch                                                          | Ritmisch                 | Ritmisch  | Ritmisch |
| ----------------------------------------------------------------- | ------------------------ | --------- | --- |
| Zhou Xiaojing                                                     | individueel (v)          | 22e       | kwalificatie: touw: 18ste met 9,550 punten hoepel: 20ste met 9,516 punten bal: 17de met 9,575 punten lint: 22ste met 9,237 punten totaal: 37,878 punten |
| Turnen                                                            |                          |           | |
| Huang Xu                                                          | brug (m)                 | 7e        | kwalificatie: 7de met 9,675 punten finale: 7de met 9,650 punten |
| Li Xiaopeng                                                       | brug (m)                 | Goud      | kwalificatie: 3de met 9,762 punten finale: 1ste met 9,825 punten |
| Yang Wei                                                          | ringen (m)               | 4e        | kwalificatie: 7de met 9,650 punten finale: 4de met 9,712 punten |
| Li Xiaopeng                                                       | vloer (m)                | 5e        | kwalificatie: 2de met 9,725 punten finale: 5de met 9,737 punten |
| Yang Wei                                                          | vloer (m)                | 4e        | kwalificatie: 7de met 9,612 punten finale: 4de met 9,750 punten |
| Yang Wei                                                          | meerkamp individueel (m) | Zilver    | kwalificatie: 5de vloer: 7de met 9,612 punten sprong: 13de met 9,675 punten brug: 53ste met 9,225 punten rekstok: 35ste met 9,600 punten ringen: 7de met 9,650 punten paard voltige: 17de met 9,687 punten totaal: 57,449 punten finale: vloer: 2de met 9,700 punten sprong: 3de met 9,712 punten brug: 2de met 9,750 punten rekstok: 8ste met 9,737 punten ringen: 3de met 9,712 punten paard voltige: 3de met 9,750 punten totaal: 58,361 punten            |
| Zheng Lihui                                                       | meerkamp individueel (m) | 9e        | kwalificatie: 8ste vloer: 11de met 9,587 punten sprong: 32ste met 9,512 punten brug: 25ste met 9,550 punten rekstok: 53ste met 9,412 punten ringen: 18de met 9,575 punten paard voltige: 22ste met 9,675 punten totaal: 57,311 punten finale: vloer: 8ste met 9,612 punten sprong: 8ste met 9,612 punten brug: 11de met 9,675 punten rekstok: 31ste met 9,350 punten ringen: 15de met 9,575 punten paard voltige: 11de met 9,650 punten totaal: 57,462 punten |
| Huang Xu Li Xiaopeng Xing Aowei Xiao Junfeng Yang Wei Zheng Lihui | meerkamp team (m)        | Goud      | kwalificatie: 2de vloer: 1ste met 38,424 punten sprong: 7de met 37,649 punten brug: 2de met 38,562 punten rekstok: 6de met 38,412 punten ringen: 6de met 38,175 punten paard voltige: 2de met 38,774 punten totaal: 229,996 punten finale: vloer: 1ste met 38,524 punten sprong: 4de met 38,574 punten brug: 2de met 38,849 punten rekstok: 3de met 38,611 punten ringen: 1ste met 38,487 punten paard voltige: 1ste met 38,874 punten totaal: 231,919 punten |
|                                                                   |                          |           | |
| Ling Jie                                                          | balk (v)                 | 7e        | kwalificatie: 4de met 9,762 punten finale: 7de met 9,675 punten |
| Liu Xuan                                                          | balk (v)                 | Goud      | kwalificatie: 7de met 9,712 punten finale: 1ste met 9,825 punten |
| Ling Jie                                                          | brug (v)                 | Zilver    | kwalificatie: 2de met 9,812 punten finale: 2de met 9,837 punten |
| Yang Yun                                                          | brug (v)                 | Brons     | kwalificatie: 4de met 9,775 punten finale: 3de met 9,787 punten |
| Yang Yun                                                          | vloer (v)                | 7e        | kwalificatie: 7de met 9,650 punten finale: 5de met 9,637 punten |
| Liu Xuan                                                          | meerkamp individueel (v) | Brons     | kwalificatie: 21ste vloer: 33ste met 9,337 punten sprong: 74ste met 8,893 punten brug: 21ste met 9,650 punten balk: 7de met 9,712 punten totaal: 37,592 punten finale: vloer: 13de met 9,612 punten sprong: 18de met 9,331 punten brug: 5de met 9,725 punten balk: 3de met 9,750 punten totaal: 38,418 punten |
| Yang Yun                                                          | meerkamp individueel (v) | 5e        | kwalificatie: 6de vloer: 8ste met 9,650 punten sprong: 33ste met 9,229 punten brug: 4de met 9,775 punten balk: 8ste met 9,700 punten totaal: 38,424 punten finale: vloer: 5de met 9,700 punten sprong: 8ste met 9,531 punten brug: 2de met 9,787 punten balk: 15de met 9,287 punten totaal: 38,305 punten |
| Huang Mandan Kui Yuanyuan Ling Jie Liu Xuan Yang Yun              | meerkamp team (v)        | DSQ       | gediskwalificeerd |

### Hockey
| Olympiër | Onderdeel | Resultaat | Prestatie |
| --- | --------- | --------- | --- |
| Cai Xuemei Chen Zhaoxia Cheng Hui Hou Xiaolan Huang Junxia Liu Lijie Long Fengyu Nie Yali Shen Lihong Tang Chunling Wang Jiuyan Yang Hongbing Yang Huiping Yu Yali Zhou Wanfeng | vrouwen   | 5e        | groep B: 2de W van Nederland: 2-1 V van Nieuw-Zeeland: 0-2 W van Duitsland: 2-1 V van Zuid-Afrika: 1-2 medaillegroep: 5de G van Spanje: 0-0 V van Argentinië: 1-2 V van Australië: 1-5 |

| Groep B |               |             |             |             |             |            |            |            |        |
| #       | Land          | Wedstrijden | Wedstrijden | Wedstrijden | Wedstrijden | Doelpunten | Doelpunten | Doelpunten | Punten |
| #       | Land          | G           | W           | G           | V           | V          | T          | Saldo      | Punten |
| 1       | Nieuw-Zeeland | 4           | 2           | 1           | 1           | 7          | 5          | +2         | 7      |
| 2       | China         | 4           | 2           | 0           | 1           | 4          | 5          | -1         | 6      |
| 3       | Nederland     | 4           | 1           | 2           | 1           | 9          | 9          | 0          | 5      |
| 4       | Duitsland     | 4           | 1           | 2           | 1           | 6          | 6          | 0          | 5      |
| 5       | Zuid-Afrika   | 4           | 1           | 1           | 2           | 4          | 5          | -1         | 1      |

| Ronde        | Datum  | Plaats    | Land | Score         | Land |
| ------------ | ------ | --------- | ---- | ------------- | ---- |
| Groepsfase   |        |           |      |               |      |
| 17 september | Sydney | Nederland | 1-2  | China         |      |
| 18 september | Sydney | China     | 0-2  | Nieuw-Zeeland |      |
| 20 september | Sydney | Duitsland | 1-2  | China         |      |
| 22 september | Sydney | China     | 0-1  | Zuid-Afrika   |      |

| Medaillegroep |               |             |             |             |             |            |            |            |        |
| #             | Land          | Wedstrijden | Wedstrijden | Wedstrijden | Wedstrijden | Doelpunten | Doelpunten | Doelpunten | Punten |
| #             | Land          | G           | W           | G           | V           | V          | T          | Saldo      | Punten |
| 1             | Australië     | 5           | 4           | 1           | 0           | 17         | 3          | +14        | 13     |
| 2             | Argentinië    | 5           | 3           | 0           | 2           | 13         | 7          | +6         | 9      |
| 3             | Nederland     | 5           | 2           | 0           | 3           | 8          | 14         | -6         | 6      |
| 4             | Spanje        | 5           | 1           | 3           | 1           | 5          | 5          | 0          | 6      |
| 5             | China         | 5           | 1           | 1           | 3           | 4          | 10         | -6         | 4      |
| 6             | Nieuw-Zeeland | 5           | 1           | 1           | 3           | 8          | 16         | -8         | 4      |

| Ronde        | Datum  | Plaats     | Land | Score | Land |
| ------------ | ------ | ---------- | ---- | ----- | ---- |
| Groepsfase   |        |            |      |       |      |
| 24 september | Sydney | Spanje     | 0-0  | China |      |
| 25 september | Sydney | Argentinië | 2-1  | China |      |
| 27 september | Sydney | Australië  | 5-1  | China |      |

### Judo
| Olympiër       | Onderdeel  | Resultaat | Prestatie |
| -------------- | ---------- | --------- | --- |
| Jia Yunbing    | -60kg (m)  | 13e       | 1ste ronde: V van JPN Nomura herkansingen: V van USA Greczkowski |
| Zhang Guangjun | -66kg (m)  | 9e        | 1ste ronde: W van MDA Bivol 2de ronde: W van AUS Collett kwartfinale: V van TUR Özkan herkansingen: V van IRI Miresmaeili                                            |
| Xu Zhiming     | -90kg (m)  | 17e       | 1ste ronde: W van MGL Odkhüü 2de ronde: V van MRI Raphael |
| Song Qitao     | -100kg (m) | 33e       | 1ste ronde: V van EGY Gharbawy |
| Pan Song       | +100kg (m) | 7e        | 1ste ronde: W van MGL Bat-Erdene 2de ronde: W van ARG Baccino kwartfinale: V van RUS Tmenov herkansingen: W van NED van der Geest herkansingen 2: V van BLR Sharapov |
|                |            |           | |
| Zhao Shunxin   | -48kg (v)  | 5e        | 1ste ronde: W van RSA Tallie 2de ronde: V van JPN Tamura herkansingen: W van UKR Lusnikova herkansingen 2: W van FRA Rosso bronzen finale: V van GER Gradante        |
| Liu Yuxiang    | -52kg (v)  | Brons     | 1ste ronde: vrij 2de ronde: W van ROU Aluaş kwartfinale: W van IND Devi halve finale: V van JPN Narazaki bronzen finale: W van NED Gravenstijn                       |
| Shen Jun       | -57kg (v)  | 4e        | 1ste ronde: vrij 2de ronde: W van BRA Ferreira kwartfinale: W van ITA Cavazzuti halve finale: V van CUB González bronzen finale: V van NED Kusakabe                  |
| Li Shufang     | -63kg (v)  | Zilver    | 1ste ronde: vrij 2de ronde: W van KGZ Artamonova kwartfinale: W van BEL Vandecaveye halve finale: W van ITA Gal finale: V van FRA Vandenhende                        |
| Qin Dongya     | -70kg (v)  | 18e       | 1ste ronde: V van TUN Traki |
| Tang Lin       | -78kg (v)  | Goud      | 1ste ronde: W van TKM Salaeva 2de ronde: W van MGL Sashdulam kwartfinale: W van BRA Silva halve finale: W van BEL Rakels finale: W van FRA Lebrun                    |
| Tang Lin       | +78kg (v)  | Goud      | 1ste ronde: vrij 2de ronde: W van NZL Iredale kwartfinale: W van BRA Marques halve finale: W van GER Köppen finale: W van CUB Beltrán                                |

### Moderne vijfkamp
| Olympiër     | Onderdeel | Resultaat | Prestatie |
| ------------ | --------- | --------- | --- |
| Qian Zhenhua | mannen    | 24e       | schietsport: 9de met 179 punten (884 punten) schermen: 13de met 11 overwinningen (800 punten) zwemmen: 5de in 2.05,05 (1250 punten) paardensport: niet gefinisht (0 punten) atletiek: 23ste in 10.24,99 (902 punten) totaal: 3836 punten                |
|              |           |           | |
| Wang Jinlin  | vrouwen   | 20e       | schietsport: 13de met 174 punten (1024 punten) schermen: 18de met 10 overwinningen (760 punten) zwemmen: 22ste in 2.29,51 (1105 punten) paardensport: 19de met 321 strafpunten (779 punten) atletiek: 19de in 12.04,76 (822 punten) totaal: 4490 punten |

### Roeien
| Olympiër                                    | Onderdeel              | Resultaat | Prestatie |
| ------------------------------------------- | ---------------------- | --------- | --- |
| Lingjun Hua Hongming Liang                  | dubbel-twee (m)        | 15e       | serie 3: 5de in 6.50,94 herkansingen: 4de in 6.43,64 finale C: 3de in 6.36,97                                |
| Liu Jian Liang Hongming Hua Lingjun Li Yang | dubbel-vier (m)        | 13e       | serie 1: 5de in 6.16,48 herkansingen: 4de in 6.16,80                                                         |
|                                             |                        |           | |
| Ou Shaoyan Yu HUa                           | lichte dubbel-twee (v) | 10e       | serie 1: 3de in 7.21,55 herkansingen: 3de in 7.21,00 halve finale 2: 5de in 7.18,60 finale B: 4de in 7.15,31 |
| Liu Lin Sun Guangxia                        | dubbel-twee (v)        | 10e       | serie 2: 5de in 7.33,17 herkansingen: 4de in 7.32,36 finale B: 4de in 7.23,74                                |
| Han Jing Liu Lijuan Liu Lin Sun Guangxia    | dubbel-vier (v)        | 8e        | serie 1: 4de in 6.49,84 herkansingen: 3de in 6.52,47 finale B: 2de in 6.39,51                                |

### Schermen
| Olympiër                              | Onderdeel       | Resultaat | Prestatie |
| ------------------------------------- | --------------- | --------- | --- |
| Wang Weixin                           | degen (m)       | 33e       | voorronde: V van EST Loit: 7-15                                                                                              |
| Zhao Gang                             | degen (m)       | 8e        | voorronde: vrij 1ste ronde: W van AUT Kayser: 15-12 2de ronde: W van HUN Fekete: 9-8 kwartfinale: V van SUI Fischer: 10-15   |
| Zhao Gang Zhao Chunsheng Wang Weixin  | degen team (m)  | 9e        | 1ste ronde: V van Australië: 38-45                                                                                           |
| Dong Zhaozhi                          | floret (m)      | 19e       | 1ste ronde: vrij 2de ronde: V van CHN Ye: 6-15                                                                               |
| Wang Haibin                           | floret (m)      | 30e       | 1ste ronde: W van AUS McMahon: 15-6 2de ronde: V van ITA Sanzo: 10-15                                                        |
| Ye Chong                              | floret (m)      | 15e       | 1ste ronde: vrij 2de ronde: W van CHN Zhaozhi: 15-6 3de ronde: V van HUN Marsi: 8-15                                         |
| Dong Zhaozhi Wang Haibin Ye Chong     | floret team (m) | Zilver    | 1ste ronde: W van Rusland: 45-30 halve finale: W van Italië: 45-32 finale: V van Frankrijk: 44-45                            |
| Zhao Chunsheng                        | sabel (m)       | 31e       | 1ste ronde: W van USA Spencer-El: 15-10 2de ronde: V van RUS Pozdnjakov: 11-15                                               |
|                                       |                 |           | |
| Li Na                                 | degen (v)       | 30e       | 1ste ronde: W van EGY Moustafa: 15-5 2de ronde: V van GER Duplitzer                                                          |
| Liang Qin                             | degen (v)       | 25e       | 1ste ronde: vrij 2de ronde: V van ITA Zalaffi: 11-15                                                                         |
| Yang Shaoqi                           | degen (v)       | 23e       | 1ste ronde: vrij 2de ronde: V van HUN Nagy: 8-11                                                                             |
| Li Na Liang Qin Yang Shaoqi           | degen team (v)  | Brons     | 1ste ronde: W van Frankrijk: 45-42 halve finale: V van Zwitserland: 33-45 bronzen finale: W van Hongarije: 41-39             |
| Meng Jie                              | floret (v)      | 12e       | 1ste ronde: vrij 2de ronde: W van POL Rybicka: 15-9 3de ronde: V van ROU Cârlescu-Badea: 7-15                                |
| Yuan Li                               | floret (v)      | 27e       | 1ste ronde: W van KAZ Sevostiyanova: 15-9 2de ronde: V van ITA Bianchedi: 12-15                                              |
| Xiao Aihua                            | floret (v)      | 5e        | 1ste ronde: vrij 2de ronde: W van ARG Carbone 3de ronde: W van POL Mroczkiewicz: 15-13 kwartfinale: V van ITA Trillini: 8-97 |
| Xiao Aihua Meng Jie Yuan Li Zhang Lei | floret team (v) | 7e        | 1ste ronde: vrij kwartfinale: V van Polen: 43-45 5-8ste plek: V van Rusland: 33-45 7-8ste plek: W van Oekraïne: 45-40        |

### Schietsport
| Olympiër      | Onderdeel                  | Resultaat | Prestatie                                                                                |
| ------------- | -------------------------- | --------- | ---------------------------------------------------------------------------------------- |
| Cai Yalin     | 10m luchtgeweer (m)        | Goud      | kwalificatie: 1ste met 594 punten (99-99-99-99-100-98) finale: 1ste met 696,4 punten     |
| Hou Yannan    | 10m luchtgeweer (m)        | DNS       | kwalificatie: niet gestart                                                               |
| Cai Yalin     | 50m geweer 3 houdingen (m) | 38e       | kwalificatie: 38ste met 1143 punten (388-376-379)                                        |
| Ning Lijia    | 50m geweer 3 houdingen (m) | 31e       | kwalificatie: 31ste met 1155 punten (393-382-380)                                        |
| Hou Yannan    | 50m geweer liggend (m)     | DNS       | kwalificatie: niet gestart                                                               |
| Ning Lijia    | 50m geweer liggend (m)     | 13e       | kwalificatie: 13de met 594 punten (100-100-99-97-100-98)                                 |
| Wang Yifu     | 50m pistool (m)            | 6e        | kwalificatie: 6de met 563 punten (94-94-94-92-92-97) finale: 6de met 659 punten          |
| Xu Dan        | 50m pistool (m)            | 13e       | kwalificatie: 14de met 558 punten (92-95-90-93-94-94)                                    |
| Zuo Zhong     | 25m snelvuurpistool (m)    | DNS       | kwalificatie: niet gestart                                                               |
| Tan Zongliang | 10m luchtpistool (m)       | 11e       | kwalificatie: 11de met 578 punten (96-95-97-97-96-97)                                    |
| Wang Yifu     | 10m luchtpistool (m)       | Zilver    | kwalificatie: 1ste met 590 punten (97-97-98-100-99-99) (OR) finale: 2de met 686,9 punten |
| Jin Di        | skeet (m)                  | 46e       | kwalificatie: 46ste met 113 punten (69-44)                                               |
| Zhang Yongjie | trap (m)                   | 9e        | kwalificatie: 9de met 114 punten (67-47)                                                 |
| Li Bo         | dubbeltrap (m)             | 19e       | kwalificatie: 19de met 128 punten (39-45-44)                                             |
| Niu Zhiyuan   | 10m bewegend doel (m)      | Brons     | kwalificatie: 3de met 578 punten (286-292) finale: 3de met 677,4 punten                  |
| Yang Ling     | 10m bewegend doel (m)      | Goud      | kwalificatie: 1ste met 581 punten (293-288) finale: 1ste met 681,1 punten                |
|               |                            |           |                                                                                          |
| Gao Jing      | 10m luchtgeweer (v)        | Brons     | kwalificatie: 8ste met 394 punten (99-99-99-97) finale: 3de met 497,2 punten             |
| Zhao Yinghui  | 10m luchtgeweer (v)        | 9e        | kwalificatie: 9de met 393 punten (98-97-100-98)                                          |
| Shan Hong     | 50m geweer 3 houdingen (v) | 5e        | kwalificatie: 7de met 580 punten (198-185-187) finale: 5de met 676,9 punten              |
| Wang Xian     | 50m geweer 3 houdingen (v) | 16e       | kwalificatie: 16de met 576 punten (197-189-190)                                          |
| Cai Yeqing    | 25m pistool (v)            | 8e        | kwalificatie: 6de met 582 punten (292-290) finale: 8ste met 678,8 punten                 |
| Cao Ying      | 25m pistool (v)            | 20e       | kwalificatie: 20ste met 575 punten (280-295)                                             |
| Tao Luna      | 25m pistool (v)            | Zilver    | kwalificatie: 1ste met 590 punten (299-291) (OR) finale: 2de met 689,8 punten            |
| Ren Jie       | 10m luchtpistool (v)       | 16e       | kwalificatie: 16de met 379 punten (96-96-94-93)                                          |
| Tao Luna      | 10m luchtpistool (v)       | Goud      | kwalificatie: 1ste met 390 punten (97-98-95-100) (OR) finale: 1ste met 488,2 punten      |
| Zhang Shan    | skeet (v)                  | 8e        | kwalificatie: 8ste met 69 punten (22-24-23)                                              |
| Gao E         | trap (v)                   | Brons     | kwalificatie: 2de met 68 punten (23-21-24) finale: 3de met 90 punten                     |
| Gao E         | dubbeltrap (v)             | 9e        | kwalificatie: 9ste met 98 punten (37-28-33)                                              |
| Zhang Yafei   | dubbeltrap (v)             | 8e        | kwalificatie: 8ste met 98 punten (34-30-34)                                              |

### Schoonspringen
| Olympiër                | Onderdeel               | Resultaat | Prestatie |
| ----------------------- | ----------------------- | --------- | --- |
| Xiao Hailiang           | 3m plank (m)            | 4e        | voorronde: 5de met 419,91 punten halve finale: 2de met 235,92 punten finale: 4de met 435,12 punten totaal: 671,04 punten   |
| Xiong Ni                | 3m plank (m)            | Goud      | voorronde: 1ste met 457,38 punten halve finale: 4de met 230,40 punten finale: 1ste met 478,32 punten totaal: 708,72 punten |
| Hu Jia                  | 10m toren (m)           | Zilver    | voorronde: 2de met 485,43 punten halve finale: 1ste met 206,61 punten finale: 2de met 506,94 punten totaal: 713,55 punten  |
| Tian Liang              | 10m toren (m)           | Goud      | voorronde: 1ste met 503,16 punten halve finale: 2de met 201,45 punten finale: 1ste met 523,08 punten totaal: 724,53 punten |
| Xiong Ni Xiao Hailiang  | 3m plank synchroon (m)  | Goud      | 365,58 punten |
| Hu Jia Tian Liang       | 10m toren synchroon (m) | Zilver    | 358,74 punten |
|                         |                         |           | |
| Fu Mingxia              | 3m plank (v)            | Goud      | voorronde: 1ste met 342,75 punten halve finale: 2de met 242,82 punten finale: 1ste met 366,60 punten totaal: 609,42 punten |
| Guo Jingjing            | 3m plank (v)            | Zilver    | voorronde: 2de met 332,67 punten halve finale: 1ste met 251,22 punten finale: 2de met 346,59 punten totaal: 597,81 punten  |
| Li Na                   | 10m toren (v)           | Zilver    | voorronde: 2de met 366,66 punten halve finale: 1ste met 196,23 punten finale: 3de met 345,78 punten totaal: 542,01 punten  |
| Sang Xue                | 10m toren (v)           | 4e        | voorronde: 1ste met 374,79 punten halve finale: 2de met 196,11 punten finale: 6de met 316,92 punten totaal: 513,03 punten  |
| Fu Mingxia Guo Jingjing | 3m plank synchroon (v)  | Zilver    | 321,60 punten |
| Li Na Sang Xue          | 10m toren synchroon (v) | Goud      | 345,12 punten |

### Softbal
| Olympiër | Onderdeel | Resultaat | Prestatie |
| --- | --------- | --------- | --- |
| Wei Qiang Tao Hua Deng Xiaoling Mu Xia Xu Jian Zhang Chunfang Yan Fang Wang Ying An Zhongxin Wang Lihong Yu Yanhong Zhou Yan Qiu Haitao Zhang Yanqing Qin Xuejing | vrouwen   | Brons     | groepsfase: 3de W van Italië: 5-0 V van Japan: 1-3 W van Nieuw-Zeeland: 10-0 W van Verenigde Staten: 2-0 W van Cuba: 7-0 V van Australië: 0-1 W van Canada: 1-0 halve finale: V van Verenigde Staten: 0-3 |

| Groepsfase |                  |             |             |             |        |        |        |        |
| #          | Land             | Wedstrijden | Wedstrijden | Wedstrijden | Punten | Punten | Punten | Punten |
| #          | Land             | G           | W           | V           | RV     | RT     | Saldo  | Ptn    |
| 1          | Japan            | 7           | 7           | 0           | 18     | 7      | +9     | 1000   |
| 2          | Australië        | 7           | 6           | 1           | 22     | 5      | +17    | .857   |
| 3          | China            | 7           | 5           | 2           | 26     | 4      | +22    | .714   |
| 4          | Verenigde Staten | 7           | 4           | 3           | 19     | 6      | +3     | .571   |
| 5          | Italië           | 7           | 2           | 5           | 3      | 27     | -24    | .286   |
| 6          | Nieuw-Zeeland    | 7           | 2           | 5           | 12     | 22     | -10    | .286   |
| 7          | Cuba             | 7           | 1           | 6           | 6      | 30     | -24    | .143   |
| 8          | Canada           | 7           | 1           | 6           | 13     | 18     | -5     | .143   |

| Ronde        | Datum  | Plaats        | Land | Score            | Land |
| ------------ | ------ | ------------- | ---- | ---------------- | ---- |
| Groepsfase   |        |               |      |                  |      |
| 17 september | Sydney | Italië        | 0-5  | China            |      |
| 18 september | Sydney | China         | 1-3  | Japan            |      |
| 19 september | Sydney | Nieuw-Zeeland | 0-10 | China            |      |
| 20 september | Sydney | China         | 2-0  | Verenigde Staten |      |
| 21 september | Sydney | Cuba          | 0-7  | China            |      |
| 22 september | Sydney | China         | 0-1  | Australië        |      |
| 23 september | Sydney | China         | 1-0  | Canada           |      |
| Halve finale |        |               |      |                  |      |
| 25 september | Sydney | China         | 0-3' | Verenigde Staten |      |

### Synchroonzwemmen
| Olympiër                                                                        | Onderdeel | Resultaat | Prestatie |
| ------------------------------------------------------------------------------- | --------- | --------- | --- |
| Li Min Li Yuanyuan                                                              | duet      | 7e        | kwalificatie: 7de technisch: 6de met 33,25 punten vrij: 7de met 61,62 punten totaal: 94,87 punten finale: vrij: 8ste met 61,534 punten totaal: 94,784 punten |
| Hou Yingli Jin Na Li Min Li Rouping Li Yuanyuan Wang Fang Xia Ye Zhang Xiaohuan | team      | 7e        | technisch: 6de met 33,017 punten vrij: 7de met 61,567 punten totaal: 94,593 punten                                                                           |

### Taekwondo
| Olympiër   | Onderdeel | Resultaat | Prestatie |
| ---------- | --------- | --------- | --- |
| Zhu Feng   | +80kg (m) | 11e       | voorronde: V van COL Castro: 5-6 |
|            |           |           | |
| He Lumin   | -67kg (v) | 7e        | voorronde: vrij kwartfinale: V van GBR Stevenson: 5-6                                                                                      |
| Chen Zhong | +67kg (v) | Goud      | voorronde: W van AUS White: 6-0 kwartfinale: W van MAR Bourguigue: 5-3 halve finale: W van VEN Carmona: 8-6 finale: W van RUS Ivanova: 8-3 |

### Tafeltennis
| Olympiër                  | Onderdeel      | Resultaat | Prestatie |
| ------------------------- | -------------- | --------- | --- |
| Kong Linghui              | enkelspel (m)  | Goud      | groepsfase: vrij 2de ronde: W van CAN Huang: 3-0 (21-14, 21-12, 21-16) 3de ronde: W van POL Blaszczyk: 3-2 (18-21, 21-17, 21-10, 20-22, 21-14) kwartfinale: W van AUT Schlager: 3-2 (21-14, 13-21, 20-22, 21-10, 21-14) halve finale: W van SWE Persson: 3-1 (21-12, 13-21, 21-16, 21-13) finale: W van SWE Waldner: 3-2 (21-16, 21-19, 17-21, 14-21, 21-13) |
| Liu Guoliang              | enkelspel (m)  | Brons     | groepsfase: vrij 2de ronde: W van NED Keen: 3-0 (21-14, 22-20, 21-19) 3de ronde: W van FRA Eloi: 3-2 (19-21, 12-21, 22-20, 21-9, 21-13) kwartfinale: W van GER Roßkopf: 3-0 (21-11, 21-14, 21-7) halve finale: V van SWE Waldner: 0-3 (19-21, 16-21, 19-21) bronzen finale: W van SWE Persson: 3-1 (21-18, 19-21, 21-14, 21-13)                              |
| Liu Guozheng              | enkelspel (m)  | 5e        | groepsfase: vrij 2de ronde: W van BEL Saive: 3-2 (21-14, 21-16, 18-21, 17-21, 21-15) 3de ronde: W van TPE Peng-lung: 3-0 (21-11, 21-13, 21-19) kwartfinale: V van SWE Persson: 1-3 (21-14, 18-21, 16-21, 19-21) |
| Kong Linghui Liu Guoliang | dubbelspel (m) | Zilver    | groepsfase: vrij 2de ronde: W van POL Blaszyzyk/Krzeszewski: 3-2 (21-16, 12-21, 19-21, 21-18, 21-18) kwartfinale: W van KOR Kim/Oh: 3-1 (21-18, 21-19, 10-21, 21-10) halve finale: W van FRA Chila/Gatien: 3-1 (21-12, 22-24, 21-10, 21-10) finale: V van CHN Wang/Yan: 1-3 (20-22, 21-17, 19-21, 18-21)                                                     |
| Wang Liqin Yan Sen        | dubbelspel (m) | Goud      | groepsfase: vrij 2de ronde: W van JPN Iseki/Tasaki: 3-0 (21-18, 21-16, 21-6) kwartfinale: W van FRA Eloi/Legout: 3-0 (21-6, 21-13, 21-19) halve finale: W van KOR Lee/Ryu: 3-1 (21-12, 21-19, 17-21, 21-18) finale: W van CHN Long/Liu: 3-1 (22-20, 17-21, 21-19, 21-18)                                                                                     |
|                           |                |           | |
| Li Ju                     | enkelspel (v)  | Zilver    | groepsfase: vrij 2de ronde: W van RUS Melnik: 3-2 (14-21, 21-17, 20-22, 21-18, 21-13) 3de ronde: W van LUX Ni: 3-0 (21-15, 21-11, 21-15) kwartfinale: W van KOR Ryu: 3-1 (12-21, 21-14, 21-19, 21-15) halve finale: W van SIN Jing: 3-1 (15-21, 21-13, 21-12, 21-19) finale: V van CHN Wang: 2-3 (12-21, 21-12, 21-19, 17-21, 18-21)                         |
| Sun Jin                   | enkelspel (v)  | 17e       | groepsfase: vrij 2de ronde: V van SIN Jing: 0-3 (16-21, 18-21, 7-21) |
| Wang Nan                  | enkelspel (v)  | Goud      | groepsfase: vrij 2de ronde: W van NZL Li: 3-0 (21-17, 21-15, 21-9) 3de ronde: W van SIN Li: 3-2 (18-21, 21-18, 19-21, 23-21, 21-16) kwartfinale: W van JPN Koyama: 3-0 (21-19, 21-8, 22-20) halve finale: W van TPE Chen: 3-1 (12-21, 22-20, 21-17, 21-15) finale: W van CHN Li: 3-2 (21-12, 12-21, 19-21, 21-17, 21-18)                                     |
| Li Ju Wang Nan            | dubbelspel (v) | Goud      | groepsfase: vrij 2de ronde: W van GER Schall/Struse: 3-0 (21-10, 21-18, 21-17) kwartfinale: W van CRO Bentsen/Boros: 3-1 (21-23, 21-14, 21-12, 21-5) halve finale: W van KOR Kim/Ryu: 3-2 (17-21, 21-12, 15-21, 21-14, 24-22) finale: W van CHN Sun/Yang: 3-0 (21-18, 21-11, 21-11)                                                                          |
| Sun Jin Yang Ying         | dubbelspel (v) | Zilver    | groepsfase: vrij 2de ronde: W van LTU Paškauskienė/Prūsienė: 3-0 (21-5, 21-17, 21-10) kwartfinale: W van AUS Miao/Zhou: 3-0 (21-13, 21-11, 21-17) halve finale: W van HUN Bátorfi/Tóth: 3-1 (21-17, 18-21, 21-14, 21-17) finale: V van CHN Li/Wang: 0-3 (18-21, 11-21, 11-21)                                                                                |

### Tennis
| Olympiër      | Onderdeel      | Resultaat | Prestatie                                        |
| ------------- | -------------- | --------- | ------------------------------------------------ |
| Yi Jingqian   | enkelspel (v)  | 33e       | 1ste ronde: V van CZE Bedáňová: 2-6, 7-6(3), 3-6 |
| Li Na/li Ting | dubbelspel (v) | 17e       | 1ste ronde: V van BRA Cortez/Menga: 4-6, 2-6     |

### Triatlon
| Olympiër | Onderdeel | Resultaat | Prestatie  |
| -------- | --------- | --------- | ---------- |
| Shi Meng | vrouwen   | 40e       | 2:16.40,73 |
| Wang Dan | vrouwen   | 32e       | 2:08.49,10 |

### Voetbal
| Olympiër | Onderdeel | Resultaat | Prestatie                                                                        |
| --- | --------- | --------- | -------------------------------------------------------------------------------- |
| Bai Jie Fan Yunjie Gao Hong Jin Yan Liu Ailing Liu Ying Pu Wei Sun Wen Wang Liping Wen Lirong Xie Huilin Zhang Ouying Zhao Lihong | vrouwen   | 5e        | groep F: 3de W van Nigeria: 3-1 G van Verenigde Staten: 1-1 V van Noorwegen: 1-2 |

| Groep F |                  |             |             |             |             |            |            |            |        |
| #       | Land             | Wedstrijden | Wedstrijden | Wedstrijden | Wedstrijden | Doelpunten | Doelpunten | Doelpunten | Punten |
| #       | Land             | G           | W           | G           | V           | V          | T          | Saldo      | Punten |
| 1       | Verenigde Staten | 3           | 2           | 1           | 0           | 6          | 2          | +4         | 7      |
| 2       | Noorwegen        | 3           | 2           | 0           | 1           | 5          | 4          | +1         | 6      |
| 3       | China            | 3           | 1           | 1           | 1           | 5          | 4          | +1         | 4      |
| 4       | Nigeria          | 3           | 0           | 0           | 3           | 3          | 9          | -6         | 0      |

| Ronde        | Datum     | Plaats           | Land | Score   | Land |
| ------------ | --------- | ---------------- | ---- | ------- | ---- |
| Groepsfase   |           |                  |      |         |      |
| 14 september | Canberra  | China            | 3-1  | Nigeria |      |
| 17 september | Melbourne | Verenigde Staten | 1-1  | China   |      |
| 20 september | Canberra  | Noorwegen        | 2-1  | China   |      |

### Volleybal

#### Beach
| Olympiër               | Onderdeel | Resultaat | Prestatie |
| ---------------------- | --------- | --------- | --- |
| Chi Rong Xiong Zi      | beach (v) | 9e        | voorronde: V van POR Pereira/Schuller: 5-15 herkansingen: W van MEX Galindo/Gaxiola: 16-14 herkansingen 2: V van ITA Gattelli/Perrotta: 9-15 2de ronde: V van AUS Cook/Pottharst: 2-15 |
| Tian Jia Zhang Jingkun | beach (v) | 19e       | voorronde: V van GER Schmidt/Staub: 15-17 herkansingen: V van CUB Fernandez/Larrea: 12-15                                                                                              |

#### Zaal
| Olympiër | Onderdeel | Resultaat | Prestatie |
| --- | --------- | --------- | --- |
| Chen Jing Gui Chaoran He Qi Li Shan Li Yan Qiu Aihua Sun Yue Wang Lina Wu Dan Wu Yongmei Yin Yin Zhu Yunying | vrouwen   | 5e        | groep A: 4de V van Verenigde Staten: 1-3 (25-19, 21-25, 12-25, 24-26) V van Kroatië: 1-3 (23-25, 28-26, 20-25, 15-25) V van Brazilië: 0-3 (14-25, 21-15, 18-25) W van Kenia: 3-0 (25-15, 25-14, 25-18) W van Australië: 3-0 (25-18, 25-14, 25-15) kwartfinale: V van Rusland: 0-3 (25-27, 23-25, 25-27) 5-8ste plek: W van Zuid-Korea: 3-1 (23-25, 25-19, 25-23, 25-19) 5-6de plek: W van Duitsland: 3-1 (25-19, 25-19, 22-25, 25-18) |

| Groep A |                  |             |             |             |             |             |             |        |        |        |        |
| #       | Land             | Wedstrijden | Wedstrijden | Wedstrijden | Wedstrijden | Wedstrijden | Wedstrijden | Punten | Punten | Punten | Punten |
| #       | Land             | G           | W           | V           | SW          | SV          | SR          | SPW    | SPL    | Saldo  | Punten |
| 1       | Brazilië         | 5           | 5           | 0           | 15          | 1           | +14         | 395    | 272    | +123   | 10     |
| 2       | Verenigde Staten | 5           | 4           | 1           | 13          | 4           | +9          | 392    | 306    | +86    | 9      |
| 3       | Kroatië          | 5           | 3           | 2           | 9           | 9           | 0           | 411    | 389    | +22    | 8      |
| 4       | China            | 5           | 2           | 3           | 8           | 9           | -1          | 371    | 365    | +6     | 7      |
| 5       | Australië        | 5           | 1           | 4           | 4           | 13          | -9          | 303    | 408    | -105   | 6      |
| 6       | Kenia            | 5           | 0           | 5           | 2           | 15          | -13         | 280    | 412    | -132   | 5      |

| Ronde        | Datum  | Plaats     | Land | Score            | Land |
| ------------ | ------ | ---------- | ---- | ---------------- | ---- |
| Groepsfase   |        |            |      |                  |      |
| 16 september | Sydney | China      | 1-3  | Verenigde Staten |      |
| 18 september | Sydney | China      | 1-3  | Kroatië          |      |
| 20 september | Sydney | Brazilië   | 3-0  | China            |      |
| 22 september | Sydney | China      | 3-0  | Kenia            |      |
| 24 september | Sydney | Australië  | 0-3  | China            |      |
| Kwartfinale  |        |            |      |                  |      |
| 26 september | Sydney | China      | 0-3  | Rusland          |      |
| 5-8ste plek  |        |            |      |                  |      |
| 27 september | Sydney | Zuid-Korea | 1-3  | China            |      |
| 5-6de plek   |        |            |      |                  |      |
| 28 september | Sydney | Duitsland  | 1-3  | China            |      |

### Wielersport
| Olympiër     | Onderdeel        | Resultaat | Prestatie |
| Baan         | Baan             | Baan      | Baan |
| ------------ | ---------------- | --------- | --- |
| Yan Wang     | sprint (v)       | 12e       | kwalificatie: 9de in 11,650 1ste ronde: V van AUS Ferris 1ste ronde herkansingen: V van HUN Szabolcsi 9-12de plek: 4de |
| Jiang Cuihua | tijdrit (v)      | Brons     | 34,768 |
| Wang Yan     | tijdrit (v)      | 4e        | 35,013 |
| Mountainbike |                  |           | |
| Yanping Ma   | mountainbike (v) | 28e       | op 1 ronde |

### Worstelen
| Olympiër       | Onderdeel   | Resultaat   | Prestatie |
| Vrije stijl    | Vrije stijl | Vrije stijl | Vrije stijl |
| -------------- | ----------- | ----------- | --- |
| Yan Wang       | -130kg (m)  | 14e         | groep 2: 3de V van KGZ Kovalevsky: 2-4 V van BLR Medvedev: 0-3 |
| Grieks-Romeins |             |             | |
| Wang Hui       | -48kg (m)   | 6e          | groep 3: 1ste W van CZE Švehla: 8-3 W van IRI Rangraz: 8-2 kwartfinale: V van PRK Kang: 5-10 5-6de plek: V van GER Ter-Mkrtychyan: 0-6                                       |
| Sheng Zetian   | -58kg (m)   | Brons       | groep 4: 1ste W van FRA Ainaoui: 1-0 W van UKR Stepanyan: 10-0 kwartfinale: W van USA Gruenwald: 11-1 halve finale: V van KOR Kim: 0-4 bronzen finale: W van GER Yildiz: 2-0 |
| Yi Shanjun     | -58kg (m)   | 16e         | groep 3: 3de V van GEO Chachua: 0-11 V van ARM Galstyan: 2-2 |
| Yi Shanjun     | -130kg (m)  | 14e         | groep 1: 2de V van CUB Milián: 0-1 W van EST Hallik: 3-2 |

### Zeilen
| Olympiër                 | Onderdeel   | Resultaat | Prestatie                                        |
| ------------------------ | ----------- | --------- | ------------------------------------------------ |
| Zhou Yuanguo             | mistral (m) | 5e        | 64,0 punten: (OCS-6-23-DSQ-18-2-3-2-1-1-8)       |
|                          |             |           |                                                  |
| Zhang Chujun             | mistral (v) | 7e        | 60,0 punten: (10-17-8-11-6-3-5-5-8-8-7)          |
| Yang Xiaoyan Li Dongying | 470 (v)     | 7e        | 140,0 punten: (19-14-19-18-11-16-18-18-16-17-12) |

### Zwemmen
| Olympiër                                 | Onderdeel             | Resultaat | Prestatie                                                                           |
| ---------------------------------------- | --------------------- | --------- | ----------------------------------------------------------------------------------- |
| Jiang Chengji                            | 50m vrije slag (m)    | 17e       | serie 7: 1ste in 22,82                                                              |
| Jin Hao                                  | 400m vrije slag (m)   | 25e       | serie 3: 2de in 3.57,22                                                             |
| Jin Hao                                  | 1500m vrije slag (m)  | 32e       | serie 3: 7de in 15.48,49                                                            |
| Ouyang Kunpeng                           | 100m rugslag (m)      | 34e       | serie 4: 7de in 57,47                                                               |
| Fu Yong                                  | 200m rugslag (m)      | 26e       | serie 4: 7de in 2.02,70                                                             |
| Zhu Yi                                   | 100m schoolslag (m)   | 29e       | serie 8: 8ste in 1.03,20                                                            |
| Zhu Yi                                   | 200m schoolslag (m)   | 38e       | serie 5: 8ste in 2.21,60                                                            |
| Ouyang Kunpeng                           | 100m vlinderslag (m)  | 20e       | serie 5: 3de in 54,12                                                               |
| Xie Xufeng                               | 200m vlinderslag (m)  | 33e       | serie 5: 8ste in 2.02,00                                                            |
| Xie Xufeng                               | 200m wisselslag (m)   | 25e       | serie 6: 8ste in 2.04,67                                                            |
| Jin Hao                                  | 400m wisselslag (m)   | 25e       | serie 5: 8ste in 4.24,56                                                            |
| Xie Xufeng                               | 400m wisselslag (m)   | 21e       | serie 6: 6de in 4.23,33                                                             |
| Fu Yong Zhu Yi Ouyang Kunpeng Xie Xufeng | 4x100m wisselslag (m) | 21e       | serie 2: 6de in 3.47,37                                                             |
|                                          |                       |           |                                                                                     |
| Han Xue                                  | 50m vrije slag (v)    | 21e       | serie 9: 5de in 26,01                                                               |
| Han Xue                                  | 100m vrije slag (v)   | 19e       | serie 7: 6de in 56,79                                                               |
| Wang Luna                                | 200m vrije slag (m)   | 8e        | serie 6: 5de in 2.00,89 halve finale 1: 4de in 1.59,97 finale: 8ste in 1.59,55      |
| Yang Yu                                  | 200m vrije slag (m)   | 17e       | serie 5: 6de in 2.01,34                                                             |
| Chen Hua                                 | 400m vrije slag (m)   | 8e        | serie 5: 1ste in 4.10,56 finale: 8ste in 4.13,11                                    |
| Chen Hua                                 | 800m vrije slag (m)   | 6e        | serie 3: 4de in 8.33,23 finale: 6de in 8.30,58                                      |
| Lu Donghua                               | 100m rugslag (m)      | 16e       | serie 4: 5de in 1.02,91 halve finale 1: 8ste in 1.03,31                             |
| Zhan Shu                                 | 100m rugslag (m)      | 14e       | serie 5: 1ste in 1.02,19 halve finale 2: 8ste in 1.02,92                            |
| Zhan Shu                                 | 200m rugslag (m)      | 18e       | serie 4: 5de in 2.15,97                                                             |
| Li Wei                                   | 100m schoolslag (m)   | 19e       | serie 4: 6de in 1.10,55                                                             |
| Qi Hui                                   | 100m schoolslag (m)   | 12e       | serie 5: 4de in 1.09,88 halve finale 2: 6de in 1.09,81                              |
| Luo Xuejuan                              | 200m schoolslag (m)   | 8e        | serie 5: 3de in 2.28,43 halve finale 1: 3de in 2.25,86 finale: 8ste in 2.27,33      |
| Qi Hui                                   | 200m schoolslag (m)   | 4e        | serie 4: 1ste in 2.26,76 halve finale 2: 2de in 2.24,21 (NR) finale: 4de in 2.25,36 |
| Liu Limin                                | 100m vlinderslag (m)  | 18e       | serie 6: 7de in 59,98                                                               |
| Ruan Yi                                  | 100m vlinderslag (m)  | 25e       | serie 7: 8ste in 1.01,16                                                            |
| Liu Limin                                | 200m vlinderslag (m)  | 19e       | serie 4: 6de in 2.12,32                                                             |
| Liu Yin                                  | 200m vlinderslag (m)  | 21e       | serie 5: 6de in 2.12,79                                                             |
| Chen Yan                                 | 200m wisselslag (m)   | 9e        | serie 5: 3de in 2.16,01 halve finale 2: 5de in 2.15,27                              |
| Zhan Shu                                 | 200m wisselslag (m)   | 13e       | serie 4: 6de in 2.16,63 halve finale 2: 7de in 2.16,58                              |
| Chen Yan                                 | 400m wisselslag (m)   | 11e       | serie 2: 4de in 4.45,65                                                             |
| Liu Yin                                  | 400m wisselslag (m)   | 19e       | serie 3: 6de in 4.50,33                                                             |
| Han Xue Li Jin Sun Dan Yang Yu           | 4x100m vrije slag (m) | 9e        | serie 2: 5de in 3.46,62                                                             |
| Wang Luna Chen Yan Sun Dan Yang Yu       | 4x200m vrije slag (m) | 9e        | serie 2: 5de in 8.07,69                                                             |
| Zhan Shu Qi Hui Liu Limin Han Xue        | 4x100m wisselslag (m) | 8e        | serie 2: 3de in 4.08,27 finale: 8ste in 4.07,83                                     |

Albanië · Algerije · Amerikaanse Maagdeneilanden · Amerikaans-Samoa · Andorra · Angola · Antigua en Barbuda · Argentinië · Armenië · Aruba · Australië · Azerbeidzjan · Bahama's · Bahrein · Bangladesh · Barbados · België · Belize · Benin · Bermuda · Bhutan · Bolivia · Bosnië en Herzegovina · Botswana · Brazilië · Britse Maagdeneilanden · Brunei · Bulgarije · Burkina Faso · Burundi · Cambodja · Canada · Centraal-Afrikaanse Republiek · Chili · China · Chinees Taipei · Colombia · Comoren · Congo-Brazzaville · Congo-Kinshasa · Cookeilanden · Costa Rica · Cuba · Cyprus · Denemarken · Djibouti · Dominica · Dominicaanse Republiek · Duitsland · Ecuador · Egypte · El Salvador · Equatoriaal-Guinea · Eritrea · Estland · Ethiopië · Fiji · Filipijnen · Finland · Frankrijk · Gabon · Gambia · Georgië · Ghana · Grenada · Griekenland · Groot-Brittannië · Guam · Guatemala · Guinee · Guinee‑Bissau · Guyana · Haïti · Honduras · Hongarije · Hongkong · Ierland · IJsland · India · Indonesië · Irak · Iran · Israël · Italië · Ivoorkust · Jamaica · Japan · Jemen · Joegoslavië · Jordanië · Kaaimaneilanden · Kaapverdië · Kameroen · Kazachstan · Kenia · Kirgizië · Koeweit · Kroatië · Laos · Lesotho · Letland · Libanon · Liberia · Libië · Liechtenstein · Litouwen · Luxemburg · Macedonië · Madagaskar · Malawi · Malediven · Maleisië · Mali · Malta · Marokko · Mauritanië · Mauritius · Mexico · Micronesië · Moldavië · Monaco · Mongolië · Mozambique · Myanmar · Namibië · Nauru · Nederland · Nederlandse Antillen · Nepal · Nicaragua · Nieuw-Zeeland · Niger · Nigeria · Noord-Korea · Noorwegen · Oeganda · Oekraïne · Oezbekistan · Oman · Oostenrijk · Pakistan · Palau · Palestina · Panama · Papoea-Nieuw-Guinea · Paraguay · Peru · Polen · Portugal · Puerto Rico · Qatar · Roemenië · Rusland · Rwanda · Saint Kitts en Nevis · Saint Lucia · Saint Vincent en Grenadines · Salomonseilanden · Samoa · San Marino ·  Sao Tomé en Principe · Saoedi-Arabië · Senegal · Seychellen · Sierra Leone · Singapore · Slovenië · Slowakije · Soedan · Somalië · Spanje · Sri Lanka · Suriname · Swaziland · Syrië · Tadzjikistan · Tanzania · Thailand · Togo · Tonga · Trinidad en Tobago · Tsjaad · Tsjechië · Tunesië · Turkije · Turkmenistan · Uruguay · Vanuatu · Venezuela · Verenigde Arabische Emiraten · Verenigde Staten · Vietnam · Wit-Rusland · Zambia · Zimbabwe · Zuid-Afrika · Zuid-Korea · Zweden · Zwitserland · Individuele olympische atleten